# Касэн
Касэн (яп. 歌仙村, Касэнмура) — бывшее село в Японии в уезде Оти.
В 1925 году вошло в состав города Кикума.

## Описание
Образована неподалеку от одноименного водопада, который стал её частью как деревня округа Нома в 1889 году. В 1897 г. вошла в состав уезда Оти.
В 1903 году некоторые уроженцы деревни уже иммигрировали в Перу.
В 1918 и 1920 году в ней проводилась перепись населения.
В 1925 году была поглощена городом Кикума.
С видами деревни выпускались почтовые открытки.